# Storia del Regno di Napoli
Storia del Regno di Napoli è un saggio storico di Benedetto Croce scritto nel 1923, apparso dapprima a puntate, fra il 1923 e il 1924, sulla rivista La Critica con il titolo Intorno alla storia del Regno di Napoli, e pubblicata infine in volume dalla Laterza nel 1925. Nel volume, alla storia generale del Regno di Napoli Croce aggiunse in appendice due saggi dedicati alle vicende storiche di due piccole località abruzzesi, Montenerodomo e Pescasseroli, pubblicati in precedenza in due differenti opuscoli.

## Genesi dell'opera
Croce iniziò a lavorare a una storia organica del Regno di Napoli attorno al 1919, dopo aver pubblicato opere storiografiche, quali «Una famiglia di patrioti» e «Storie e leggende napoletane», dedicate a singoli aspetti della storia dell'Italia meridionale. Dai Taccuini di lavoro si desume come la redazione dell'opera fu preceduta da un lungo periodo di letture e di ricerche. L'abbozzo dell'opera, che in un primo tempo avrebbe dovuto intitolarsi «Storia del Mezzogiorno d'Italia», fu eseguito dal 17 aprile 1922 al 6 novembre 1922. La scrittura dell'opera, intitolata quindi provvisoriamente «Intorno alla storia del Mezzogiorno d'Italia», durò tre mesi: dal 28 gennaio 1923 al 25 aprile 1923. I singoli capitoli dell'opera, intitolata ancora provvisoriamente «Intorno alla storia del Regno di Napoli», cominciarono a uscire a puntate sulla «Critica», la rivista diretta dallo stesso Croce: i primi quattro capitoli in quattro puntate in quello stesso 1923, gli ultimi due capitoli in altrettante puntate l'anno successivo. L'edizione in volume apparve, col titolo definitivo, nel settembre 1925. Ciascuna delle successive tre edizioni curate da Croce e pubblicate da Laterza hanno presentato numerose piccole aggiunte nel testo e nella bibliografia.
Le vicende delle due località abruzzesi, di cui Benedetto Croce era originario, erano state scritte in precedenza e inserite nella storia generale del Regno meridionale non solo per motivi affettivi. La volontà di scrivere la storia di Montenerodomo, dedicata al cugino Vincenzo Croce, era nata durante la prima guerra mondiale; il lavoro fu scritto fra il 21 e il 22 agosto 1919, e pubblicato da Laterza nel novembre dello stesso anno in un opuscolo in ottavo di 42 pagine. La storia di Pescasseroli, paese natale di Benedetto Croce, fu scritta fra il 17 settembre e il 18 ottobre 1921 e pubblicata da Laterza l'11 febbraio 1922 in un opuscolo in ottavo di 73 pagine dedicata al cugino Erminio Sipari.

## Contenuto

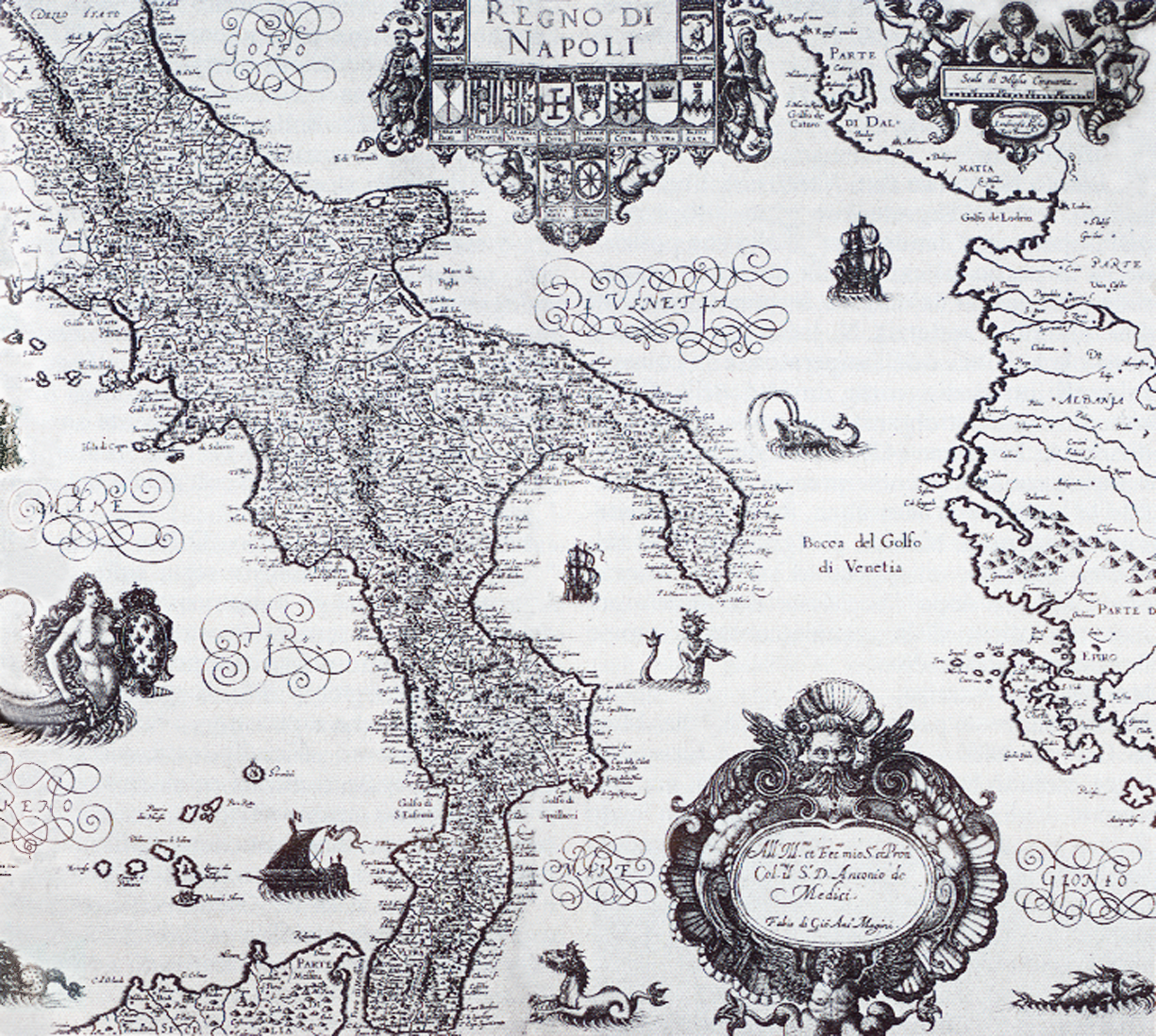
Regno di Napoli (carta di Fabio di Giovanni Antonio Magini, XVII secolo)

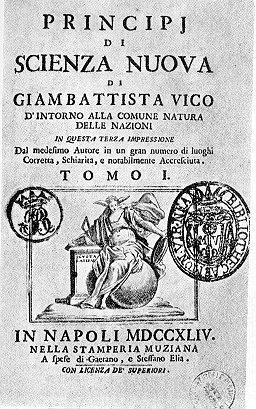
Copertina di Principi di scienza nuova di Giambattista Vico

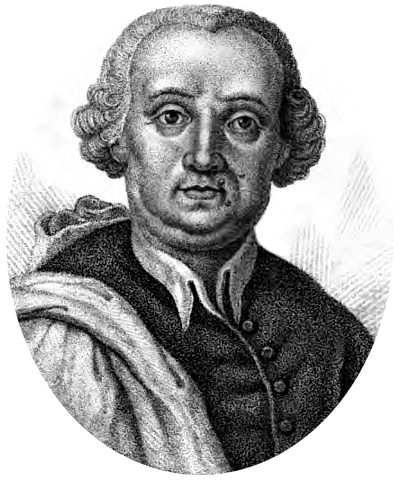
Antonio Genovesi

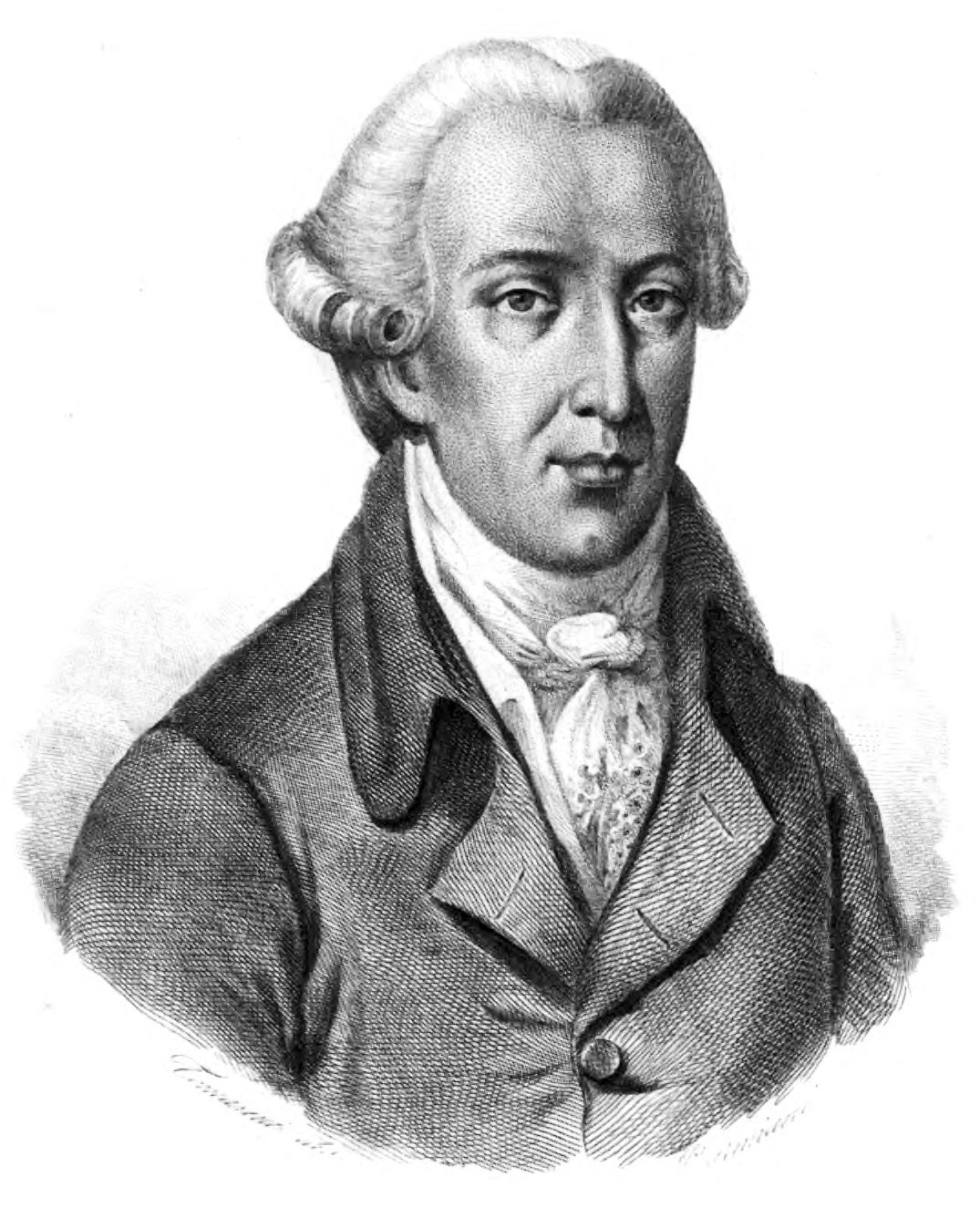
Domenico Cirillo

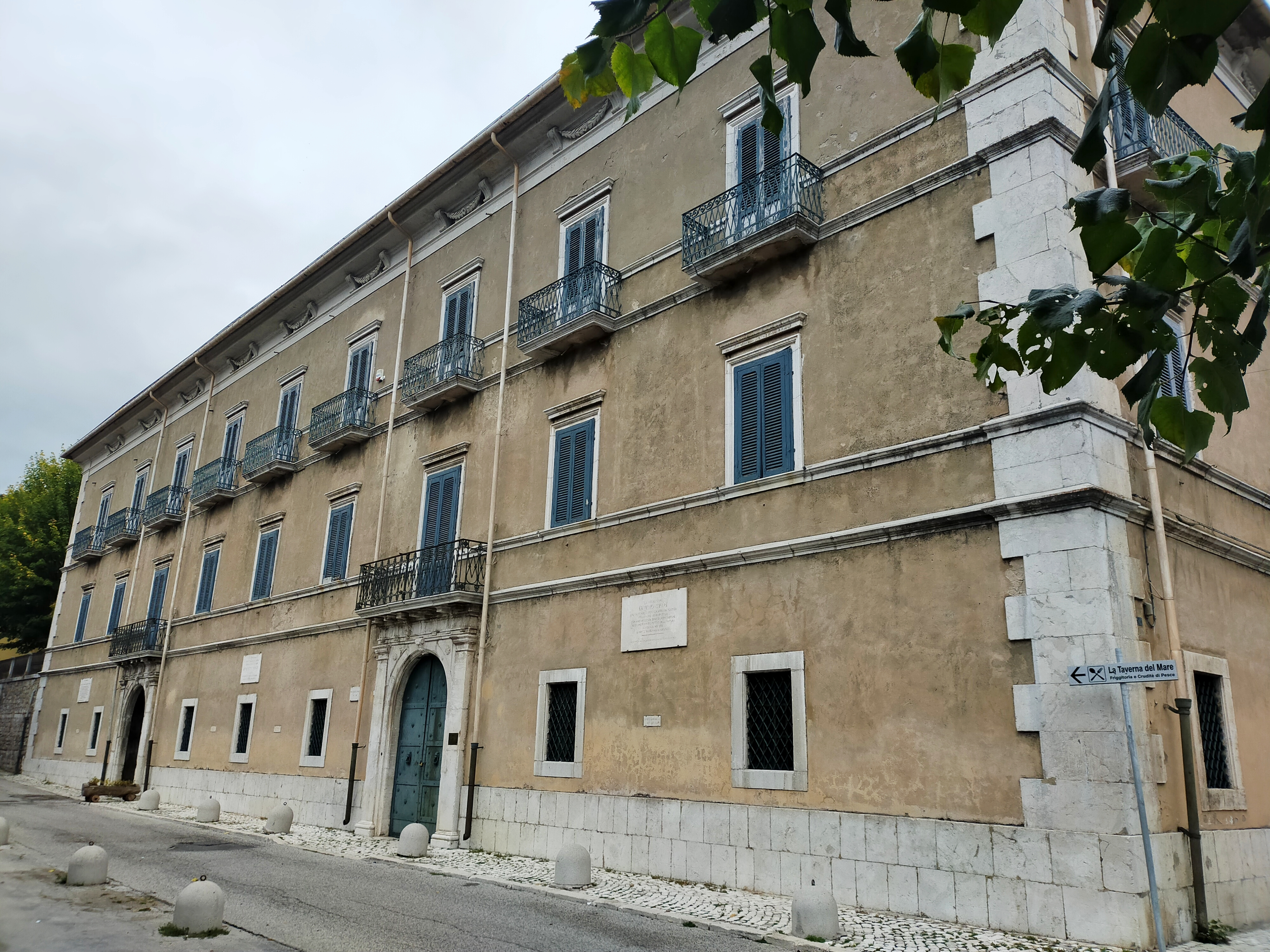
Pescasseroli, Palazzo Sipari

La Storia del Regno di Napoli è distribuita nei seguenti sei capitoli:
1. Introduzione;
2. Il «Regno» e i suoi contrasti interni
3. Il «Viceregno» e la mancanza di vita politica nazionale
4. Polemiche e riforme. La restituzione del regno
5. Il periodo delle rivoluzioni e la fine del Regno di Napoli
6. Considerazioni finali

La storia generale è preceduta da una breve «Avvertenza», datata maggio 1924, nella quale Croce spiega la scelta del titolo, espone la sua idea di storia, giustifica l'inserimento nell’opera delle «due piccole monografie di storia locale».
Nell'«Introduzione» Croce critica il giurista Enrico Cenni il quale nei suoi "Studi di diritto pubblico" del 1870 aveva sostenuto che il regno di Napoli avesse avuto il primato in Europa nell'avanzamento sociale già dai tempi di Ruggiero, che la prammatica del 14 dicembre 1483 di re Ferrante concedeva diritti tali da poter essere considerata «la vera magna charta dei diritti del cittadino», e che tali diritti furono difesi in seguito dalla scuola giuridica napoletana che «fu presso di noi la vera classe politica». Croce non è convinto da questa tesi: a parte il fatto che la monarchia normanno-sveva non coincideva territorialmente col Regno di Napoli, in quanto quest'ultimo nacque dopo il distacco della Sicilia in seguito alla ribellione del 1282, per Croce «la vera storia di un popolo non è quella giudirico-sociale, ma quella etico-politica», di cui è protagonista la classe dirigente. 
Retaggi del regno normanno-svevo furono, nel costituito Regno di Napoli, l'unità territoriale e «l'unità monarchica, nel senso di uno stato governato dal centro, con eguali istituzioni e leggi, magistrati e funzionari [...] esso appariva cosa singolare nell'Italia dei comuni, delle repubbliche patrizie e delle signorie, ed era guardato non senza ammirazione, e spesso non senza desiderio». Erano presenti tuttavia molti elementi di debolezza: la dipendenza dal capitale straniero, la politica ecclesiastica, la debolezza del tessuto urbano, e soprattutto la difficile protezione del territorio dalle incursioni dei barbareschi e l'ostilità dei feudatari al potere regio. «A causa del suo vizio costituzionale, della sua contradizione fondamentale, del suo baronaggio che non difendeva il sovrano e il popolo, e non s'innalzava al sentimento del pubblico bene e a coscienza nazionale, il regno di Napoli non poteva resistere all'urto che gli venisse da una grande potenza, da uno dei forti stati che allora erano giunti a pienezza di formazione.». Inevitabile la catastrofe: «fu stupore all'Italia tutta, la facilità con la quale il Regno si aperse all'invasione di Carlo VIII, la nessuna resistenza, il dissiparsi dell'esercito, il rapido passaggio dei baroni e delle città al nemico». 
Il Regno perse rapidamente la sua autonomia, divenne soggetto alle influenze catalane fino a divenire parte della corona di Spagna, prima di decadere al rango di vicereame spagnolo. La monarchia spagnola affrontò tuttavia con successo i problemi che ne avevano determinato la nascita, ossia «la protezione del territorio e la sottomissione del baronaggio politico e semisovrano alla sovranità dello stato», e ciò «rende ragione della lunga sua durata». I monarchi di Spagna spagnoli diedero ai sudditi napoletani «la disciplina che viene dal fermo indirizzo politico». Ciò contribuì a spingere la nobiltà napoletana a integrarsi nel sistema imperiale spagnolo e quindi a partecipare alla difesa della monarchia spagnola nelle campagne militari europee. Croce rigetta il pregiudizio antispagnolo («si potrebbe giungere alla conclusione che il possesso del regno di Napoli fu per la Spagna [...], tutto sommato, una passività economica»). Purtroppo «la Spagna governava il regno di Napoli come governava sé stessa, con la medesima sapienza o la medesima insipienza; e, per questo rispetto, tutt'al più si può lamentare che il regno di Napoli, poiché doveva di necessità unirsi ad altro stato più potente, cadesse proprio tra le braccia di quello che era il meno capace di avvivarne la vita economica, e col quale non gli restava da accomunare altro che la miseria e il difetto di attitudini industriali e commerciali». L'interesse degli spagnoli era rivolto soprattutto alla città di Napoli, che venne dotata di infrastrutture e conobbe una notevole espansione edilizia; nelle province proliferò invece il brigantaggio, «quasi un’istituzione alla quale il governo stesso faceva ricorso [...]  e di continuo vi ricorrevano i baroni che ne erano i manutengoli». Tuttavia, dopo i moti del 1647-48 il viceré conte d'Oñate diminuì notevolmente anche l'autonomia dei baroni napoletani i quali da allora rivolsero le loro speranze all'Austria. 
Se è vero che il Regno di Napoli precedette gli altri Stati della Penisola in quel rapido declino, che peraltro aveva travolto tutti nel XVI secolo, è altresì vero che fu il primo a risorgere. Già nella seconda metà del Seicento iniziò il risveglio civile e politico del Regno di Napoli, soprattutto ad opera di scienziati e filosofi come Tommaso Cornelio, Giuseppe Valletta, Francesco D'Andrea, Leonardo Di Capua, Antonio Serra, ecc. il fenomeno divenne più evidente nell'età del razionalismo e delle riforme, come in quella delle rivoluzioni, coi suoi cartesiani e illuministi, coi suoi giacobini e patrioti
L'indipendenza si ottenne per motivi dinastici, soprattutto ad opera di Elisabetta Farnese, ma l'elemento attivo fu «quella classe intellettuale che rappresentava la nazione in formazione e in germe, e sol essa era veramente la nazione». Infine, «la classe intellettuale, che fu la sola classe politica del mezzogiorno d'Italia, e lo aveva da un secolo e mezzo assai innalzato civilmente e compiuto immani sforzi per spingerlo a maggiori cose, adempieva allora l'ultimo suo atto politico; e, poiché non era possibile far che l'Italia meridionale entrasse energicamente da sola nella nuova via nazionale, la legarono al carro dell'Italia; poiché l'antico Regno autonomo era diventato un ostacolo, non si lasciarono commuovere da care memorie o turbare da pensieri particolaristici, e sacrificarono senza rimpianto il regno di Napoli, il più antico e vasto stato d'Italia, all'Italia nuova.».
Nelle «Considerazioni finali» Croce tratta espressamente alcune questioni accennate più volte nel testo. Circa i rapporti fra regno di Napoli e il resto della Penisola, se il Regno fu estraneo alla storia che si svolgeva nell'Itala centro-settentrionale nel periodo fra la nascita dei Comuni e il tardo Rinascimento, non fu così del XVIII secolo in poi, allorché Napoli fu in prima linea nel risveglio italiano dalla decadenza dell'intera Italia nel XVI e nel XVII secolo; tale riscossa fu però opera di minoranze. Riguardo alle "Querele e difese circa l'unione di Napoli all'Italia", Croce ritiene che «accuse e difese che, in quanto tali, si dimostrano inconcludenti, perché è chiaro che in una unione si hanno sempre vantaggi e perdite reciproche, e che nondimeno il guadagno totale (e non s'intende solo di quella economico nel senso empirico e quantitativo, ma anche di guadagno spirituale e qualitativo) dev'essere assai superiore alle perdite particolari, se l'unione si è formata e se, invece di dissolversi o di allentarsi, dura e si rinsalda.» Circa la «Questione meridionale», questa è legata alla storia e alla politica della nuova Italia, più che alle condizioni geografiche, fisiche e naturali del territorio.

## Edizioni
- Benedetto Croce, Storia del Regno di Napoli, 1ª ed., Bari, Laterza, 1925,  pp. XI, 410, SBN SBL0732663.
- Storia del Regno di Napoli, 2ª ed., Bari, Laterza, 1931,  pp. XI, 418, SBN MIL0130257.
- Storia del Regno di Napoli, 3ª ed., Bari, Laterza, 1944,  pp. XI, 430, SBN RML0070219.
- Storia del Regno di Napoli, collana Scritti di storia letteraria e politica ; 19, 4ª ed., Bari, Laterza, 1953,  pp. XI, 442, SBN IEI0084476.
- Storia del Regno di Napoli, collana Opere di Benedetto Croce in edizione economica ; 3, Bari, Laterza, 1966,  pp. XI, 374, ISBN 88-420-0421-9.
- Benedetto Croce, Storia del Regno di Napoli, a cura di Giuseppe Galasso, Milano, Adelphi, 1992,  p. 572, ISBN 88-459-0949-2.